# کارل یکم، امپراتور اتریش-مجارستان
کارل یکم با نام کامل کارل فرانتس یوزف لودویگ هوبرت گئورگ اتو ماری فُن هابسبورگ-لوترینگن (به آلمانی: Karl Franz Joseph Ludwig Hubert Georg Otto Marie von Habsburg-Lothringen؛ زادهٔ ۱۷ اوت ۱۸۸۷ – درگذشتهٔ ۱ آوریل ۱۹۲۲) فرمانروای اتریش-مجارستان، امپراتور اتریش، پادشاه مجارستان (مجاری: Károly IV،کاروی چهارم)، پادشاه بوهم و کرواسی (چکی: Karel III،کاروی سوم) و آخرین پادشاه دودمان هابسبورگ-لورن بود.

## پادشاهی
کارل در ۱۹۱۶ به پادشاهی اتریش-مجارستان رسید. در ۱۹۱۸ او از مشارکت در امور دولتی کناره‌گیری کرد ولی از پادشاهی استعفا نداد. سرانجام پادشاهی از میان رفت و او سال‌های پایانی زندگی‌اش را صرف کوشش در بازگرداندن آن نظام نمود. پس از مرگش کارل از سوی کلیسای کاتولیک متبرک خوانده‌شد.

## نگارخانه

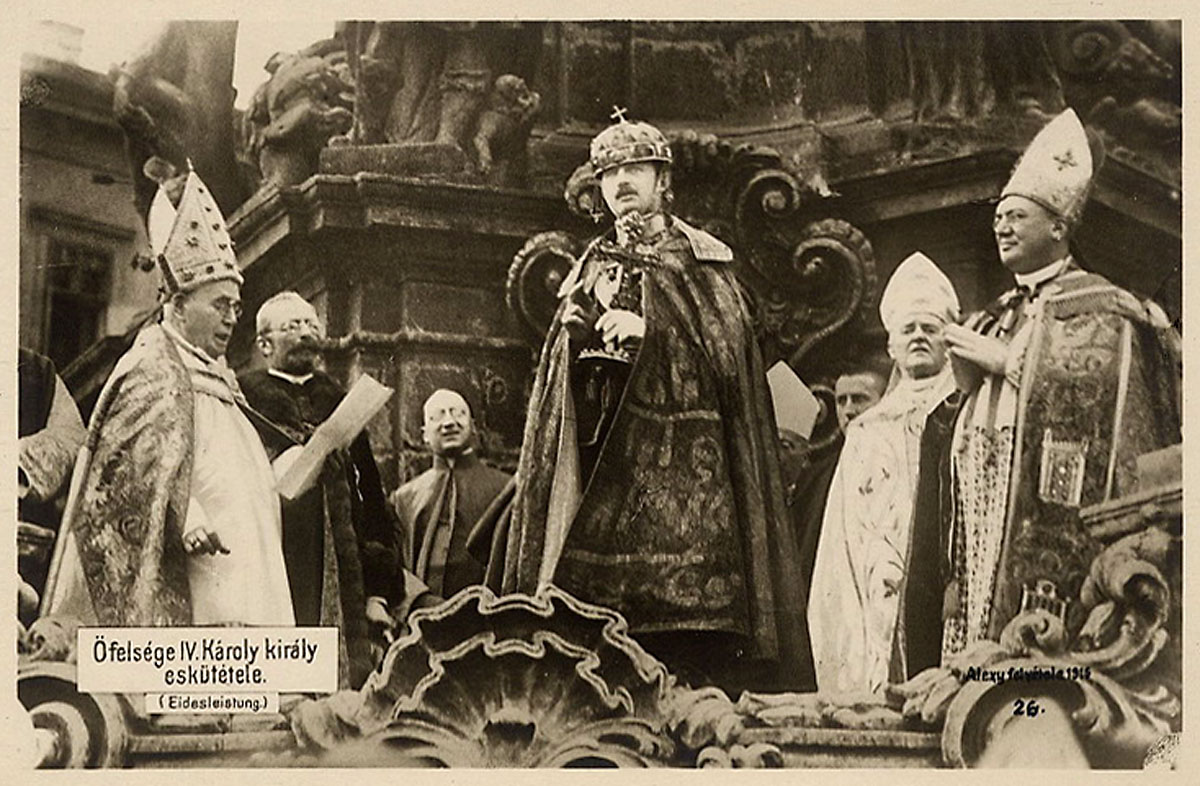
تاج‌گذاری در کلیسای ماتیاش در بوداپست، ۳۰ دسامبر ۱۹۱۶
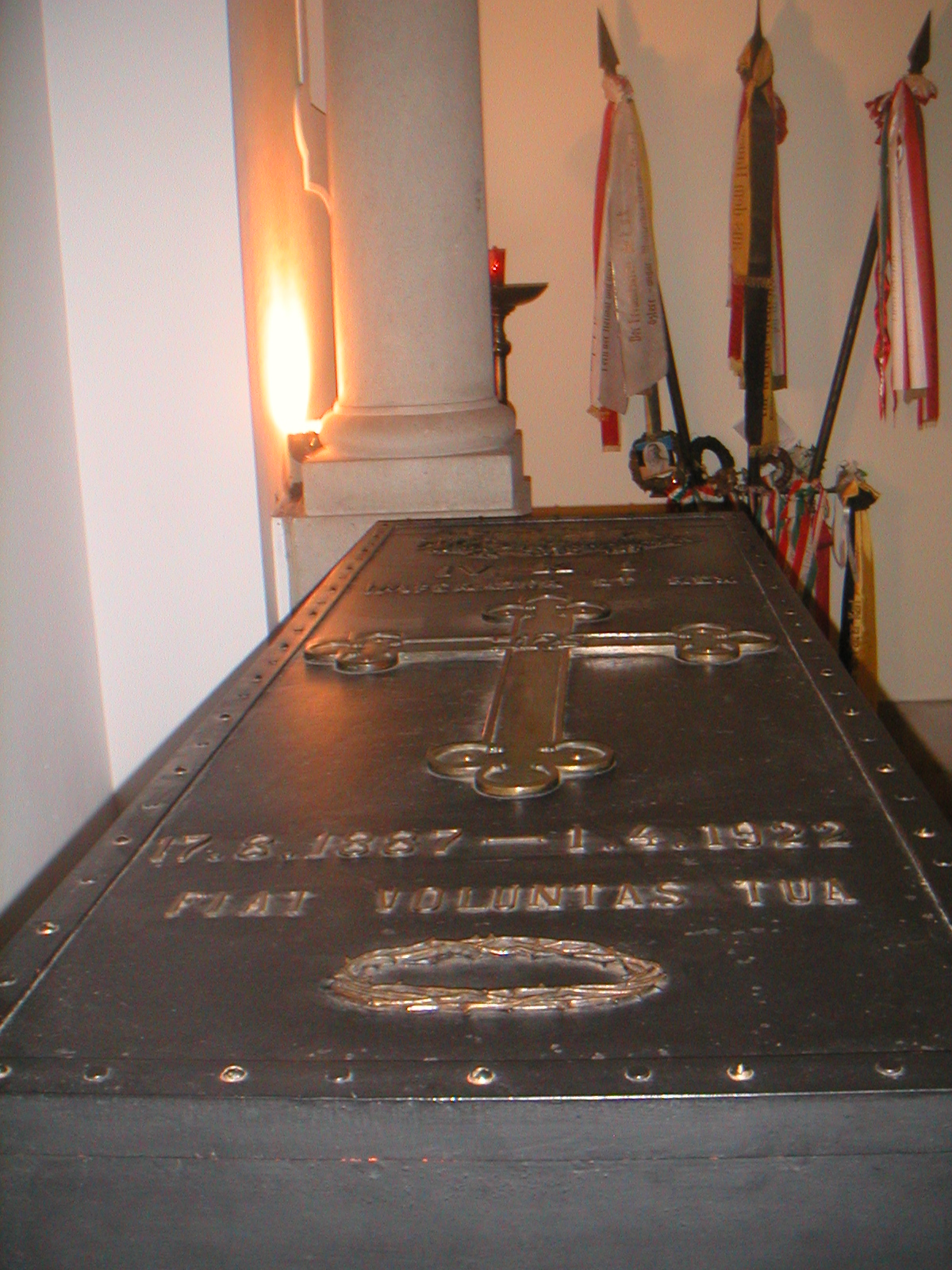
قبر کارل